# Кубок Англії з футболу 1948—1949
Кубок Англії з футболу 1948—1949 — 68-й розіграш найстарішого футбольного турніру у світі, Кубка виклику Футбольної Асоціації, також відомого як Кубок Англії. Втретє титул здобув Вулвергемптон Вондерерз.

## Перший раунд
| Дата                  | Господарі                   | Рахунок | Гості                       |
| --------------------- | --------------------------- | ------- | --------------------------- |
| 27 листопада          | Дартфорд                    | 2:3     | Лейтон Орієнт               |
| 27 листопада          | Рочдейл                     | 1:1     | Барроу                      |
| 4 грудня Перегравання | Барроу                      | 2:0     | Рочдейл                     |
| 27 листопада          | Веймут                      | 2:1     | Челмсфорд Сіті              |
| 27 листопада          | Йовіл Таун                  | 4:0     | Ромфорд                     |
| 27 листопада          | Волсолл                     | 2:1     | Бристоль Роверз             |
| 27 листопада          | Ноттс Каунті                | 2:1     | Порт Вейл                   |
| 27 листопада          | Кру Александра              | 5:0     | Біллінгем Синтонія          |
| 27 листопада          | Гейнсборо Триніті           | 1:0     | Віттон Альбіон              |
| 27 листопада          | Рексем                      | 0:3     | Олдем Атлетік               |
| 27 листопада          | Транмер Роверз              | 1:3     | Дарлінгтон                  |
| 27 листопада          | Кіддермінстер Гарріерз      | 0:3     | Герефорд Юнайтед            |
| 27 листопада          | Нортгемптон Таун            | 2:1     | Далвіч Гамлет               |
| 27 листопада          | Норвіч Сіті                 | 1:0     | Веллінгтон Таун             |
| 27 листопада          | Міллволл                    | 1:0     | Тутінг-енд-Мітчем Юнайтед   |
| 27 листопада          | Галл Сіті                   | 3:1     | Аккрінгтон Стенлі           |
| 27 листопада          | Крістал Пелес               | 0:1     | Бристоль Сіті               |
| 27 листопада          | Гартлпул Юнайтед            | 1:3     | Честер                      |
| 27 листопада          | Менсфілд Таун               | 4:0     | Глостер Сіті                |
| 27 листопада          | Ньюпорт Каунті              | 3:1     | Брайтон енд Гоув Альбіон    |
| 27 листопада          | Саутпорт                    | 2:1     | Горден Ком'юніті Велфар     |
| 27 листопада          | Нью-Брайтон                 | 1:0     | Карлайл Юнайтед             |
| 27 листопада          | Воркінгтон                  | 0:3     | Стокпорт Каунті             |
| 27 листопада          | Волтемстоу Авеню            | 3:2     | Кембридж Таун               |
| 27 листопада          | Йорк Сіті                   | 2:1     | Ранкорн                     |
| 27 листопада          | Ґейтсгед                    | 3:0     | Нетерфілд                   |
| 27 листопада          | Пітерборо Юнайтед           | 0:1     | Торкі Юнайтед               |
| 4 грудня              | Барнет                      | 2:6     | Ексетер Сіті                |
| 4 грудня              | Іпсвіч Таун                 | 0:3     | Олдершот                    |
| 4 грудня              | Лейтонстоун                 | 2:1     | Вотфорд                     |
| 4 грудня              | Ріл                         | 0:2     | Скарборо                    |
| 4 грудня              | Бредфорд Сіті               | 4:3     | Донкастер Роверз            |
| 4 грудня              | Саутенд Юнайтед             | 1:2     | Свонсі Сіті                 |
| 4 грудня              | Галіфакс Таун               | 0:0     | Сканторп-енд-Ліндсі Юнайтед |
| 6 грудня Перегравання | Сканторп-енд-Ліндсі Юнайтед | 1:0     | Галіфакс Таун               |
| 4 грудня              | Колчестер Юнайтед           | 2:4     | Редінг                      |

## Другий раунд
До другого раунду увійшли переможці першого раунду. 
| Дата                   | Господарі                   | Рахунок | Гості             |
| ---------------------- | --------------------------- | ------- | ----------------- |
| 11 грудня              | Дарлінгтон                  | 1:0     | Лейтон Орієнт     |
| 11 грудня              | Бристоль Сіті               | 3:1     | Свонсі Сіті       |
| 11 грудня              | Веймут                      | 0:4     | Йовіл Таун        |
| 11 грудня              | Волсолл                     | 4:3     | Гейнсборо Триніті |
| 11 грудня              | Ноттс Каунті                | 3:2     | Барроу            |
| 11 грудня              | Кру Александра              | 3:2     | Міллволл          |
| 11 грудня              | Лейтонстоун                 | 3:4     | Ньюпорт Каунті    |
| 11 грудня              | Бредфорд Сіті               | 0:0     | Нью-Брайтон       |
| 18 грудня Перегравання | Нью-Брайтон                 | 1:0     | Бредфорд Сіті     |
| 11 грудня              | Галл Сіті                   | 0:0     | Редінг            |
| 18 грудня Перегравання | Редінг                      | 1:2     | Галл Сіті         |
| 11 грудня              | Ексетер Сіті                | 2:1     | Герефорд Юнайтед  |
| 11 грудня              | Сканторп-енд-Ліндсі Юнайтед | 0:1     | Стокпорт Каунті   |
| 11 грудня              | Менсфілд Таун               | 2:1     | Нортгемптон Таун  |
| 11 грудня              | Саутпорт                    | 2:2     | Йорк Сіті         |
| 18 грудня Перегравання | Йорк Сіті                   | 0:2     | Саутпорт          |
| 11 грудня              | Торкі Юнайтед               | 3:1     | Норвіч Сіті       |
| 11 грудня              | Волтемстоу Авеню            | 2:2     | Олдем Атлетік     |
| 18 грудня Перегравання | Олдем Атлетік               | 3:1     | Волтемстоу Авеню  |
| 11 грудня              | Олдершот                    | 1:0     | Честер            |
| 11 грудня              | Ґейтсгед                    | 3:0     | Скарборо          |

## Третій раунд
| Дата                  | Господарі               | Рахунок | Гості                      |
| --------------------- | ----------------------- | ------- | -------------------------- |
| 8 січня               | Бристоль Сіті           | 1:3     | Челсі                      |
| 8 січня               | Бернлі                  | 2:1     | Чарльтон Атлетік           |
| 8 січня               | Престон Норт-Енд        | 2:1     | Менсфілд Таун              |
| 8 січня               | Йовіл Таун              | 3:1     | Бері                       |
| 8 січня               | Ноттінгем Форест        | 2:2     | Ліверпуль                  |
| 15 січня Перегравання | Ліверпуль               | 4:0     | Ноттінгем Форест           |
| 8 січня               | Блекберн Роверз         | 1:2     | Галл Сіті                  |
| 8 січня               | Астон Вілла             | 1:1     | Болтон Вондерерз           |
| 15 січня Перегравання | Болтон Вондерерз        | 0:0     | Астон Вілла                |
| 17 січня Перегравання | Астон Вілла             | 2:1     | Болтон Вондерерз           |
| 8 січня               | Шеффілд Венсдей         | 2:1     | Саутгемптон                |
| 8 січня               | Грімсбі Таун            | 2:1     | Ексетер Сіті               |
| 8 січня               | Вулвергемптон Вондерерз | 6:0     | Честерфілд                 |
| 8 січня               | Кру Александра          | 0:2     | Сандерленд                 |
| 8 січня               | Дербі Каунті            | 4:1     | Саутпорт                   |
| 8 січня               | Лінкольн Сіті           | 0:1     | Вест-Бромвіч Альбіон       |
| 8 січня               | Лутон Таун              | 3:1     | Вест Гем Юнайтед           |
| 8 січня               | Евертон                 | 1:0     | Манчестер Сіті             |
| 8 січня               | Свіндон Таун            | 1:3     | Сток Сіті                  |
| 8 січня               | Шеффілд Юнайтед         | 5:2     | Нью-Брайтон                |
| 8 січня               | Ньюкасл Юнайтед         | 0:2     | Бредфорд Парк-Авеню        |
| 8 січня               | Квінз Парк Рейнджерс    | 0:0     | Гаддерсфілд Таун           |
| 15 січня Перегравання | Гаддерсфілд Таун        | 5:0     | Квінз Парк Рейнджерс       |
| 8 січня               | Фулгем                  | 0:1     | Волсолл                    |
| 8 січня               | Барнслі                 | 0:1     | Блекпул                    |
| 8 січня               | Брентфорд               | 3:2     | Мідлсбро                   |
| 8 січня               | Портсмут                | 7:0     | Стокпорт Каунті            |
| 8 січня               | Манчестер Юнайтед       | 6:0     | Борнмут енд Боском Атлетік |
| 8 січня               | Плімут Аргайл           | 0:1     | Ноттс Каунті               |
| 8 січня               | Олдем Атлетік           | 2:3     | Кардіфф Сіті               |
| 8 січня               | Арсенал                 | 3:0     | Тоттенгем Готспур          |
| 8 січня               | Лідс Юнайтед            | 1:3     | Ньюпорт Каунті             |
| 8 січня               | Торкі Юнайтед           | 1:0     | Ковентрі Сіті              |
| 8 січня               | Ротергем Юнайтед        | 4:2     | Дарлінгтон                 |
| 8 січня               | Ґейтсгед                | 3:1     | Олдершот                   |
| 8 січня               | Бірмінгем Сіті          | 1:1     | Лестер Сіті                |
| 15 січня Перегравання | Лестер Сіті             | 1:1     | Бірмінгем Сіті             |
| 17 січня Перегравання | Бірмінгем Сіті          | 1:2     | Лестер Сіті                |

## Четвертий раунд
У цьому раунді зіграли переможці попереднього етапу.
| Дата                  | Господарі           | Рахунок | Гості                   |
| --------------------- | ------------------- | ------- | ----------------------- |
| 29 січня              | Ліверпуль           | 1:0     | Ноттс Каунті            |
| 29 січня              | Йовіл Таун          | 2:1     | Сандерленд              |
| 29 січня              | Лестер Сіті         | 2:0     | Престон Норт-Енд        |
| 29 січня              | Астон Вілла         | 1:2     | Кардіфф Сіті            |
| 29 січня              | Грімсбі Таун        | 2:3     | Галл Сіті               |
| 29 січня              | Дербі Каунті        | 1:0     | Арсенал                 |
| 29 січня              | Лутон Таун          | 4:0     | Волсолл                 |
| 29 січня              | Шеффілд Юнайтед     | 0:3     | Вулвергемптон Вондерерз |
| 29 січня              | Брентфорд           | 1:0     | Торкі Юнайтед           |
| 29 січня              | Портсмут            | 2:1     | Шеффілд Венсдей         |
| 29 січня              | Манчестер Юнайтед   | 1:1     | Бредфорд Парк-Авеню     |
| 5 лютого Перегравання | Бредфорд Парк-Авеню | 1:1     | Манчестер Юнайтед       |
| 7 лютого Перегравання | Манчестер Юнайтед   | 5:0     | Бредфорд Парк-Авеню     |
| 29 січня              | Челсі               | 2:0     | Евертон                 |
| 29 січня              | Ньюпорт Каунті      | 3:3     | Гаддерсфілд Таун        |
| 5 лютого Перегравання | Гаддерсфілд Таун    | 1:3     | Ньюпорт Каунті          |
| 29 січня              | Сток Сіті           | 1:1     | Блекпул                 |
| 5 лютого Перегравання | Блекпул             | 0:1     | Сток Сіті               |
| 29 січня              | Ротергем Юнайтед    | 0:1     | Бернлі                  |
| 29 січня              | Ґейтсгед            | 1:3     | Вест-Бромвіч Альбіон    |

## П'ятий раунд
На цьому етапі зіграли переможці попереднього раунду.
| Дата                   | Господарі               | Рахунок | Гості          |
| ---------------------- | ----------------------- | ------- | -------------- |
| 12 лютого              | Лутон Таун              | 5:5     | Лестер Сіті    |
| 19 лютого Перегравання | Лестер Сіті             | 5:3     | Лутон Таун     |
| 12 лютого              | Вулвергемптон Вондерерз | 3:1     | Ліверпуль      |
| 12 лютого              | Вест-Бромвіч Альбіон    | 3:0     | Челсі          |
| 12 лютого              | Дербі Каунті            | 2:1     | Кардіфф Сіті   |
| 12 лютого              | Брентфорд               | 4:2     | Бернлі         |
| 12 лютого              | Портсмут                | 3:2     | Ньюпорт Каунті |
| 12 лютого              | Манчестер Юнайтед       | 8:0     | Йовіл Таун     |
| 12 лютого              | Сток Сіті               | 0:2     | Галл Сіті      |

## Шостий раунд
На цьому етапі зіграли переможці попереднього раунду.
| Дата      | Господарі               | Рахунок | Гості                |
| --------- | ----------------------- | ------- | -------------------- |
| 26 лютого | Брентфорд               | 0:2     | Лестер Сіті          |
| 26 лютого | Вулвергемптон Вондерерз | 1:0     | Вест-Бромвіч Альбіон |
| 26 лютого | Портсмут                | 2:1     | Дербі Каунті         |
| 26 лютого | Галл Сіті               | 0:1     | Манчестер Юнайтед    |

## Півфінали
У півфіналах зіграли команди, що перемогли на попередньому етапі.
| Дата                  | Господарі               | Рахунок | Гості                   |
| --------------------- | ----------------------- | ------- | ----------------------- |
| 26 березня            | Вулвергемптон Вондерерз | 1:1 дч  | Манчестер Юнайтед       |
| 2 квітня Перегравання | Манчестер Юнайтед       | 0:1     | Вулвергемптон Вондерерз |
| 26 березня            | Портсмут                | 1:3     | Лестер Сіті             |

## Фінал
| 30 квітня 1949 |

| Лестер Сіті  | 1:3      | Вулвергемптон Вондерерз |
| ------------ | -------- | ----------------------- |
| Гріффітс 47' | Протокол | Пай 13', 42' Сміт 64'   |

| Вемблі, Лондон Глядачів: 98 920 Арбітр: Рег Мортімер |